# Gelijkenis van de terugkeer van de huisheer

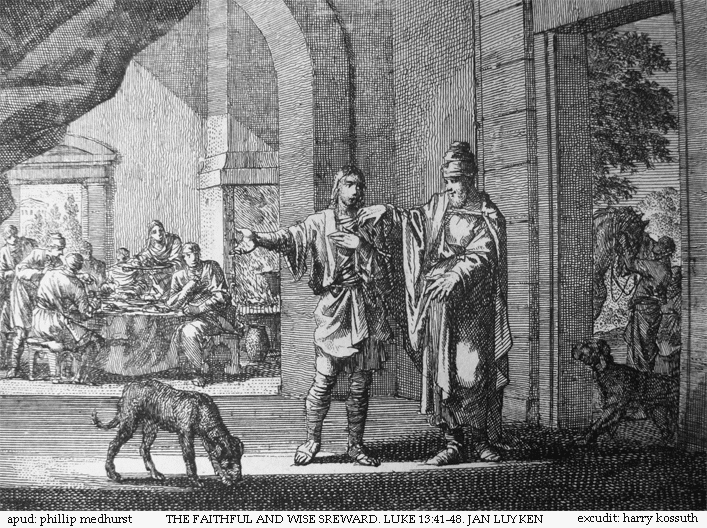
Ets van Jan Luyken die de parabel afbeeldt, in de Bowyer Bible.

De gelijkenis van de terugkeer van de huisheer, de waakzame dienaars of de trouwe dienaar is een parabel in het Nieuwe Testament. Het verhaal werd verteld door Jezus en staat in Matteüs 24:45-51, Marcus 13:33–37 en Lucas 12:35–48 en maakt daarmee deel uit van Jezus' eschatologische redevoering over de komst van de Mensenzoon.

## Inhoud

### Marcus
Marcus geeft de kortste versie van de parabel: niemand weet wanneer de komst van de Mensenzoon zal zijn. Het is daarom zaak om waakzaam te zijn. Het is net als een man die op reis ging. Voor zijn vertrek gaf hij zijn dienaren elk een eigen taak om zijn huishouden te beheren. De deurwachter moest de wacht houden. Niemand wist wanneer hij terug zou komen; het zou 's avonds kunnen zijn, midden in de nacht of bij het kraaien van de haan 's ochtends vroeg. Het is dus belangrijk waakzaam te zijn, want je wilt niet dat de heer des huizes je slapend aantreft.

### Matteüs
Matteüs licht de taak uit van de dienaar die het huispersoneel op tijd hun eten zou geven. Als de heer des huizes terugkomt en hij ziet de dienaar hiermee bezig, zou hij aanstellen over al zijn bezit. Maar als de dienaar zou denken dat zijn heer nog een tijd weg zou blijven, zijn mededienaren zou beginnen te slaan en het met dronkaards op een slempen zou zetten en zijn heer dan onverwachts zou terugkomen, zou hij hem de zwaarste straf opleggen.

### Lucas
Lucas laat de taken van de dienaren weg en beperkt de parabel tot het opwachten van de heer des huizes die naar een bruiloft is vertrokken. Zij moeten direct voor hem opendoen wanneer hij aanklopt. Als hij zijn dienaren wakend aantreft bij zijn terugkomst, zal hij een maaltijd voor hen verzorgen en hen bedienen. Ze weten niet hoe laat hij terugkomt, het kan midden in de nacht zijn of kort voor het aanbreken van de dag. Zo is het ook met de komst van de Mensenzoon: hij komt wanneer je het niet verwacht.

## Interpretatie
In de christelijke traditie wordt de Mensenzoon met Jezus gelijkgesteld. Net als de terugkomst van de heer des huizes komt de wederkomst van Jezus onverwacht. In 1 Tessalonicenzen 5:2-6 zegt Paulus dat de dag van de Heer komt "als een dief in de nacht". Het is daarom zaak niet te 'slapen', maar op je hoede te zijn.
Sommige interpretaties zien deze gelijkenis in relatie tot de gebeurtenissen in het jaar 70 in Jeruzalem, toen de Romeinen de Joodse tempel vernietigden. Als de inwoners van Judea de tekenen juist zouden interpreteren, zouden zij op tijd naar de bergen kunnen vluchten voordat de 'grote verdrukking' zou aanbreken (Matteüs 24:15-27).
Jehova's getuigen geloven dat de dienaar in Matteüs die als taak had het voedsel te bereiden, een profetisch beeld is van hun Besturend Lichaam.